# ペルティカ・アルタ
ペルティカ・アルタ（伊: Pertica Alta）は、イタリア共和国ロンバルディア州ブレシア県にある、人口約600人の基礎自治体（コムーネ）。

## 地理

### 位置・広がり

#### 隣接コムーネ
隣接するコムーネは以下の通り。
- カスト
- コッリオ
- ロドリーノ
- マルメンティーノ
- ムーラ
- ペルティカ・バッサ
- ヴェストーネ

### 地震分類
イタリアの地震リスク階級 (it) では、3 に分類される
。

## 行政

### 分離集落
ペルティカ・アルタには、以下の分離集落（フラツィオーネ）がある。
- Lavino, Navono, Noffo, Odeno, Livemmo (sede comunale), Belprato

### 山岳部共同体
広域行政組織である山岳部共同体「ヴァッレ・サッビア山岳部共同体」 (it:Comunità montana della Valle Sabbia) （事務所所在地: ヴェストーネ）を構成するコムーネの一つである。